# Rhytidophyllum rhodocalyx
Rhytidophyllum rhodocalyx är en tvåhjärtbladig växtart som beskrevs av Ignatz Urban. Rhytidophyllum rhodocalyx ingår i släktet Rhytidophyllum och familjen Gesneriaceae. Inga underarter finns listade i Catalogue of Life.